# Biblioteka Jugosłowiańska
Biblioteka Jugosłowiańska – nazwa dwóch serii wydawniczych, gromadzących przekłady na język polski dzieł literatury pięknej twórców jugosłowiańskich. 
Seria powstała w 1930 r. z inicjatywy Julije Benešicia, chorwackiego pisarza i lektora języka serbsko-chorwackiego w Warszawie. W ramach serii ukazało się 13 tomów, zawierających przekłady klasyków literatury serbskiej, chorwackiej i słoweńskiej. Poszczególne książki serii ukazywały się do 1939 r., po czym całe przedsięwzięcie zostało przerwane z powodu wojny. 
W 1970 r. z inicjatywy Wydawnictwa Łódzkiego doszło do wznowienia serii pod nazwą, nawiązującą do przedwojennej. Seria ta ukazywała się w latach 1970–1995. W ramach Biblioteki zaprezentowany został obszerny dorobek poszczególnych literatur jugosłowiańskich w opracowaniu najlepszych tłumaczy polskich (m.in. Dorota Jovanka Ćirlić, Jan Wierzbicki, Maria Krukowska, itp.). Opublikowano wiele przekładów zarówno dzieł klasyków literatur jugosłowiańskich, jak też młodych, debiutujących pisarzy.
W przekładzie z języka serbsko-chorwackiego ukazały się m.in. dzieła Miroslava Krležy, Ivo Andricia, Borislava Pekicia, Miodraga Bulatovicia, Miloša Crnjanskiego, itp.
W przekładzie z języka macedońskiego ukazały się dzieła Błaże Koneskiego, Jovana Strezovskiego, Vlady Uroševicia czy Kočo Racina.
W przekładzie z języka słoweńskiego opublikowano m.in. dzieła Andreja Hienga.
Książki drugiej serii ukazywały się w jednolitej szacie graficznej, w miękkiej okładce, często z obwolutą.